# Nauka i Praca

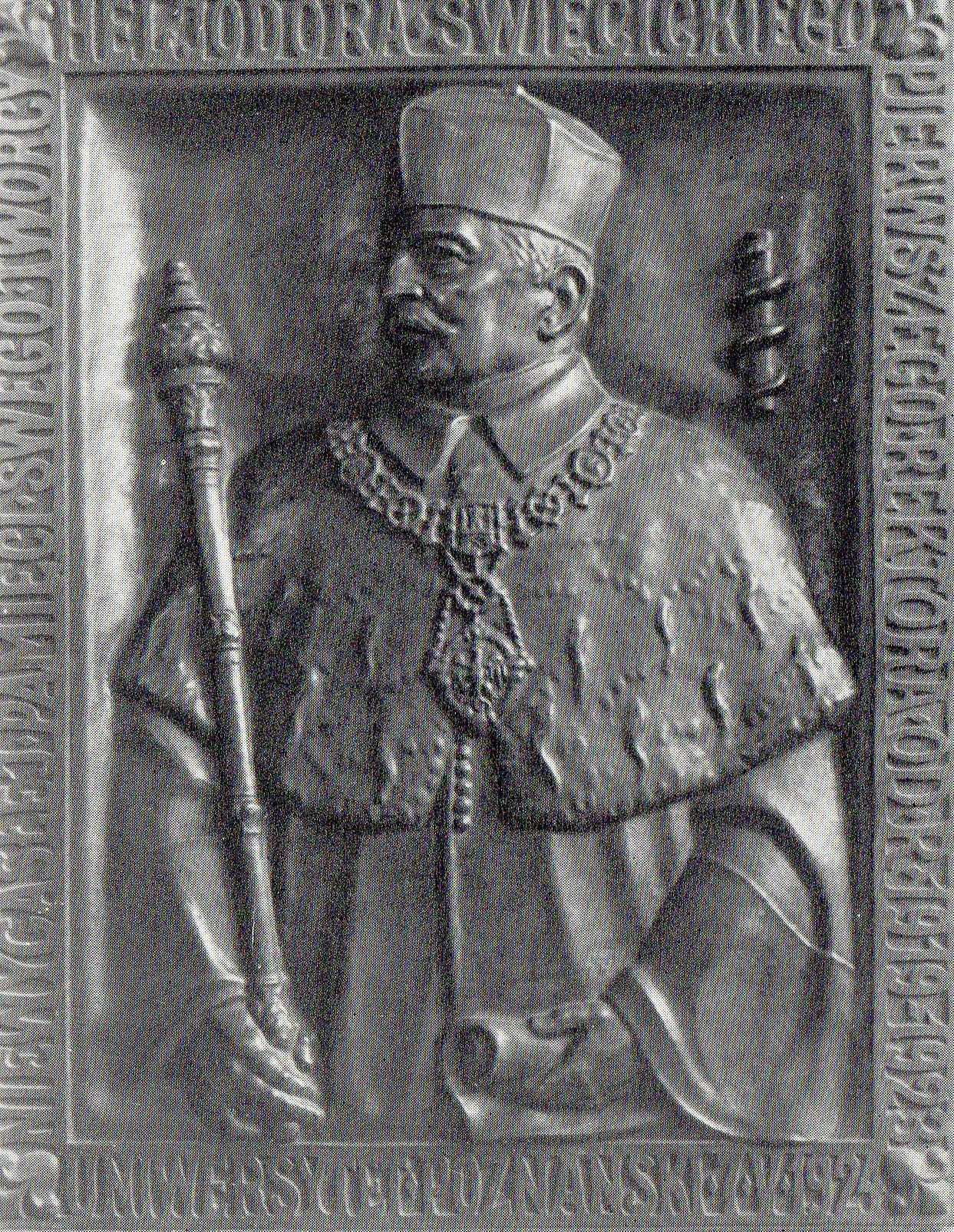
Heliodor Święcicki

Nauka i Praca – fundacja utworzona z inicjatywy i ze środków Heliodora Święcickiego. 
Fundacja została utworzona w 1923, pod koniec życia fundatora. Celami działania tej instytucji były: 
- wspieranie pracy naukowej poprzez udzielanie pomocy materialnej profesorom, docentom, asystentom i studentom na terenie całej Polski,
- udzielanie pomocy materialnej mniej zamożnym studentom,
- udzielanie zasiłków wdowom i sierotom po zmarłych profesorach i docentach polskich szkół akademickich.

Siedzibą fundacji był Poznań, a zarządzał nią dożywotni kurator. 14 sierpnia 1923 Święcicki przekazał na własność fundacji majątek Laski w powiecie kępińskim (2683,6 ha), nabyty uprzednio od Niemca - Konrada von Loescha. Oprócz tego zasilił instytucję posiadanymi przez siebie papierami wartościowymi szacowanymi na ówczesną sumę 62.242 USD. Początkowo działalność fundacji była hamowana przez brak spłaty wszystkich zobowiązań względem Loescha. W 1929 fundacja wyszukała i uruchomiła ośrodek rekreacyjny dla studentów Uniwersytetu Poznańskiego w Dębkach nad Bałtykiem. Od początku swego istnienia do 30 czerwca 1938 instytucja wsparła finansowo wydawnictwa naukowe, stypendia, prace badawcze (m.in. na Ostrowie Lednickim) i ośrodek rekreacyjny na łączną sumę 63.484,56 złotych. Wydano m.in. fundamentalny Atlas nazw geograficznych Słowiańszczyzny Zachodniej. Z chwilą uiszczenia wszelkich zobowiązań fundacja wydatkowała średnio w roku około 20.000 złotych na cele statutowe. Kres jej działalności przyniósł wybuch II wojny światowej w 1939.